# 미에촌 (오이타현)
미에촌(三重村)은 일본 오이타현 니시쿠니사키군에 설치되었던 촌이다. 현재의 분고타카다시의 일부에 해당한다.